# Racing Libertas Club
Racing Libertas Club was een Italiaanse voetbalclub uit Milaan.

## Geschiedenis
De club werd opgericht in 1911 na de fusie van de nog jonge club Racing Club Italia en Libertas Football Club. Na één seizoen promoveerde de club naar de Prima Categoria, de toenmalige hoogste klasse, die opgedeeld was in regionale kampioenschappen. Racing werd laatste met één punt. Het tweede seizoen verliep beter met een zevende plaats op tien clubs. In het seizoen 1914/15 werd de voorlaatste plaats behaald.
Door de Eerste Wereldoorlog werden de activiteiten drie jaar lang gestaakt. Na de oorlog nam de club nog drie seizoenen deel aan het kampioenschap en werd één keer tweede in een groep van vier. In 1922 werd de club opgeheven.